# Sonoko Chiba
Sonoko Chiba (jap. 千葉 園子, Chiba Sonoko; * 15. Juni 1993 in Osaka) ist eine japanische Fußballspielerin.

## Karriere

### Verein
Chiba spielte in der Jugend für die Himeji Hinomoto College. Sie begann ihre Karriere bei AS Harima Albion.

### Nationalmannschaft
Chiba absolvierte ihr erstes Länderspiel für die japanischen Nationalmannschaft am 2. Juni 2016 gegen Vereinigte Staaten von Amerika. Insgesamt bestritt sie fünf Länderspiele für Japan.